# 長宗我部信親

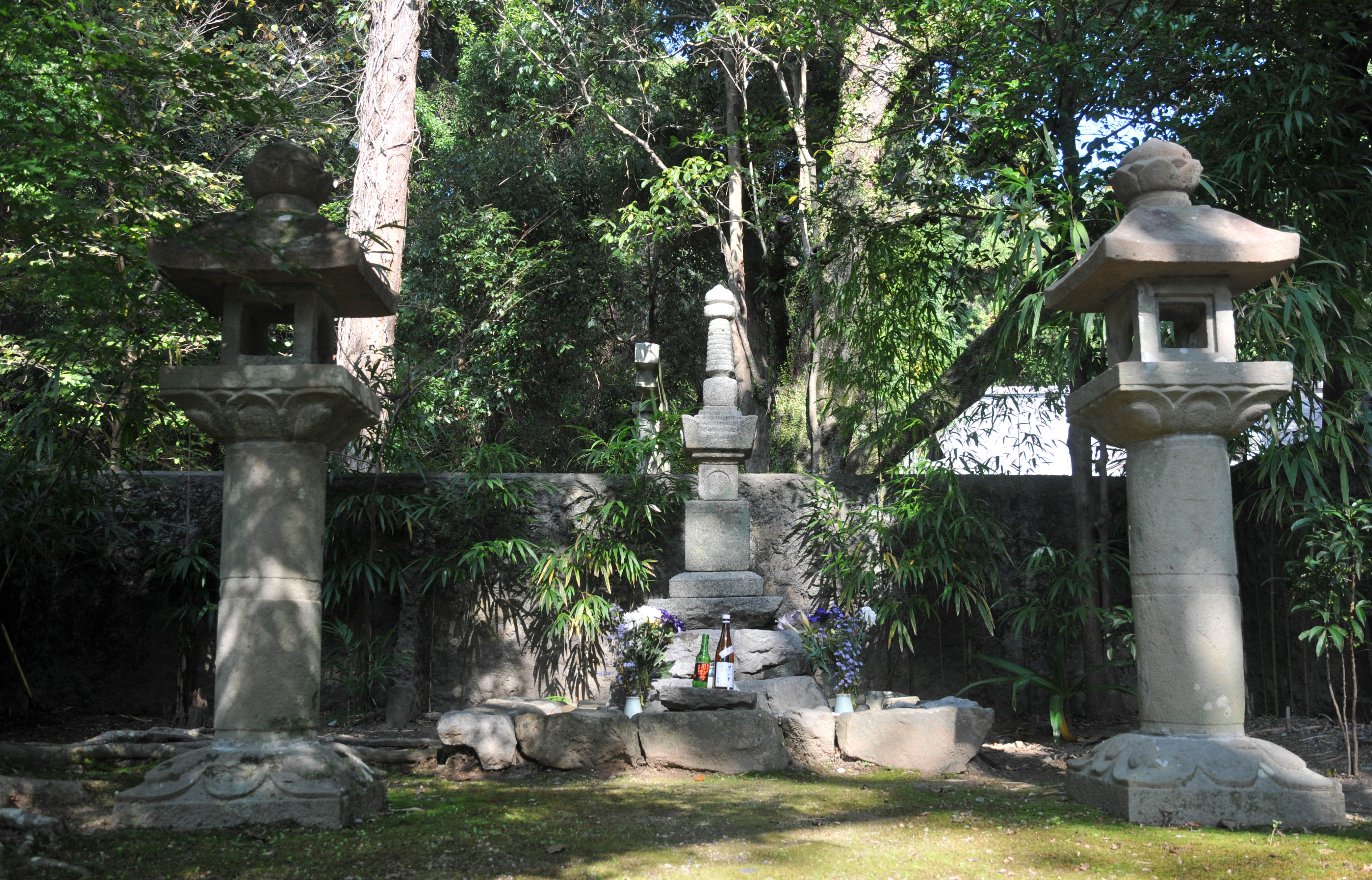
長宗我部信親の墓（高知市・雪蹊寺）

長宗我部 信親（ちょうそかべ のぶちか）は、安土桃山時代の武将。土佐国の戦国大名・長宗我部元親の嫡男。

## 生涯

### 出生と活躍
永禄8年（1565年）、土佐国の戦国大名・長宗我部元親の嫡男として誕生。母は元親の正室で足利義輝の家臣・石谷光政の娘（明智光秀の家臣・斎藤利三の異父妹）。
幼少時から聡明であったため父から寵愛され、天正3年（1575年）に元親が中島可之助を使者として織田信長と誼を通じたとき、信長を烏帽子親として信長の「信」を与えられ、「信親」を名乗る。このとき、信長から左文字の銘刀と名馬を与えられた。元親の思惑と信長の戦略が一致したもので、元親の外交の巧みさと、明智光秀の発信力があったことによる成果である。なお、2013年に発見された『石谷家文書』（林原美術館所蔵）に所収された元親から石谷頼辰（信親の生母の義兄にあたる）に充てられた書状の中でこの信親が一字を与えられた際に信長は荒木村重を攻めていたと書かれており、荒木村重の反乱が発生した天正6年（1578年）に比定する説もある。
その後は父に従って各地を転戦した。信長没後の天正13年（1585年）、長宗我部氏は豊臣秀吉の四国攻めに降伏し、豊臣政権配下で土佐一国を領する大名となる。

### 戸次川の戦いと最期
天正14年4月5日、豊後の大友宗麟は豊臣秀吉に大坂で面会し、島津義久が豊後に進入してきたことを訴え救援を求めた。秀吉はこれを了承し、黒田孝高に毛利の兵を総括させて先発させ、さらに讃岐の仙石秀久を軍監に任じ、長宗我部元親・信親を加え豊後に出陣を命じた。
島津家久が豊後に侵入し、大友氏の鶴ヶ城を攻撃した。12月11日、仙石秀久と長宗我部信親は、これを救援しようと戸次川に陣をしいた。戦略会議において仙石は川を渡り攻撃するべきと主張した（『土佐物語』）。これに対して元親は加勢を待ちそれから合戦に及ぶべきであるとして、仙石の作戦に反対をしたが（『元親記』『土佐物語』）、仙石は聞き入れず、十河存保も仙石に同調した。このため川を渡って出陣することになり戦闘は12月12日の夕方から13日にかけて行われた。信親は仙石の決定を批判し、家臣に対して「信親、明日は討死と定めたり。今日の軍評定で軍監・仙石秀久の一存によって、明日、川を越えて戦うと決まりたり。地形の利を考えるに、この方より川を渡る事、罠に臨む狐のごとし。全くの自滅と同じ」と吐き捨てたという（『土佐物語』）。
合戦当日、先陣の仙石の部隊が真っ先に敗走したため、長宗我部の3千の兵が新納大膳亮の5千の兵と戦闘状態になったが、元親と信親は乱戦の中に離ればなれになってしまった。元親は落ちのびることができたが、信親は中津留川原に留まったものの、鈴木大膳に討たれた。享年22。信親は桑名太朗左衛門に退却を促されたが引かず､四尺三寸の大長刀を振るい8人を斬り伏せた。敵が近くに寄ってくると長刀を捨て、今度は太刀で6人を斬り伏せたとされる（『元親記』）。信親に従っていた700人も討死にし、十河存保も戦死し、鶴ヶ城も落城した。
戦後、元親は信親の戦死を悲しみ、谷忠澄を使者として島津の陣に遣わし、信親の遺骸を乞い受けて、高野山の奥の院に納めたが、のちに分骨して高知市長浜の天甫寺に埋葬した。

## 人物・逸話
信親は文武に優れ礼儀正しく、父・元親は信親の将来を大いに嘱望し、また家臣や土佐国の民からの人望も厚かったといわれる。元親は信親のために一流の学問・武芸の師を畿内など遠国から招いて英才教育を施し、長宗我部家のさらなる覇業を託していた。立派な若武者に成長した信親を元親は、「樊噲（前漢の初代皇帝・劉邦の腹心の豪傑）にも劣るまい」と自慢し期待を寄せていたという。織田信長は信親の噂を聞いたとき、自らの養子に迎えたいと述べたという逸話もある。
身長は「背の高さ六尺一寸（約184cm）」、容貌は「色白く柔和にして」｢詞すくなく礼儀ありて厳ならず｣と記され、知勇兼備の武将であったといわれる（『土佐物語』）。走り跳びで2間（約4m）を飛び越え、飛びながら刀を抜くこともできたという。『フロイス日本史』によると、キリスト教入信を考えていたとされる｡
元親の信親への期待が大きかったため、戦死したことの打撃も大きく、岡豊に帰った元親の生活は、これ以後一変したとされる。信親の早すぎる死は、後継者として育て上げていた元親にとって悲嘆が強く、変わり果てた姿で父の元へ帰ってきた信親を直視出来ず、泣き崩れたという。また信親だけでなく、長宗我部家を背負って立つ若い人材の多くが戦死した事もあり、これより後、長宗我部氏は戦死した家臣団の再建における家臣間の諍いや後継者騒動によって徐々に衰弱していくことになる。元親の信親に対する愛情は並々ならぬものがあり、信親にあった唯一の女児（盛親にとって姪にあたる）を、新たに後継者とした盛親の正室として娶わせることで、信親の血統を長宗我部氏当主に続かせようとしたほどである。

## 関連作品
- 『長曾我部信親』 - 森鷗外の長編叙事詩
- 司馬遼太郎『夏草の賦』（1968年、文藝春秋）（2005年、文春文庫［新装版］）（上） ISBN 4167663198 （下） ISBN 4167663201
- 赤神諒『友よ』（2022年、PHP研究所）ISBN 4569853609